# Dent de chien
Erythronium dens-canis
Espèce
Classification phylogénétique
La Dent-de-chien (Erythronium dens-canis) est une espèce de plantes à fleurs de la famille des Liliaceae. C'est une plante herbacée à bulbe vivace originaire des montagnes européennes et d'Asie (Russie, Turquie).
Elle est appelée également « érythrone dent-de-chien », « érythronium dent-de-chien » ou « satyrion rouge ».
Son nom de genre provient du grec eruthros, signifiant rouge (couleur de la fleur et des taches sur les feuilles). Quant au latin dens-canis, il se rapporte à son bulbe blanc en forme de dent de chien.

## Description

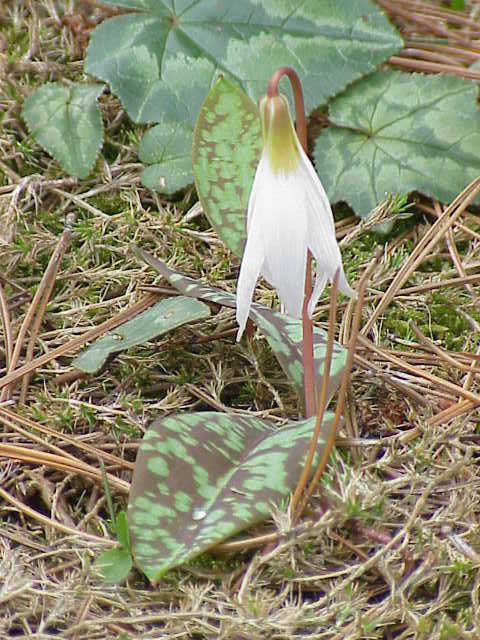
Erythronium dens-canis, exemplaire « albinos » accompagné en arrière-plan de Cyclamen hederifolium.

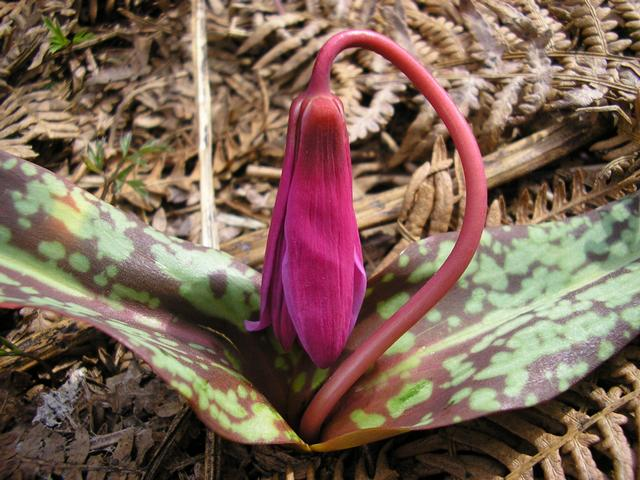
Erythronium dens-canis, sur un tapis de fougère aigle.

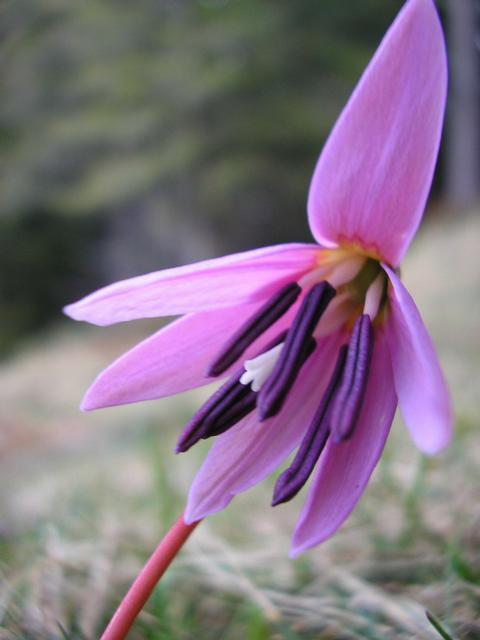
Erythronium dens-canis.

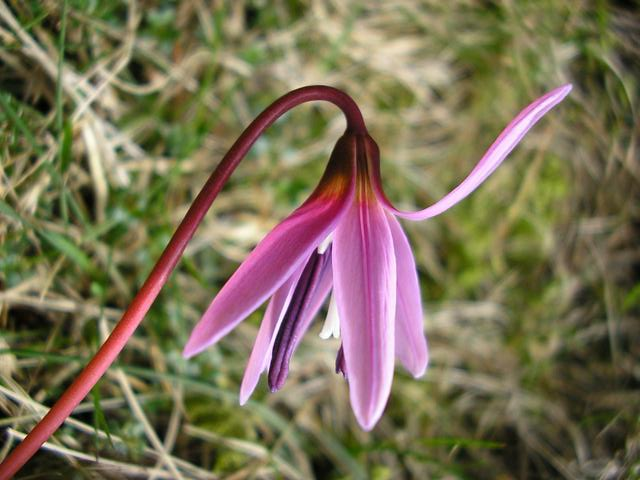
Erythronium dens-canis.

Cette vivace de 10 à 20 cm de haut fleurit de mars à juin, selon l'altitude. Sa hampe porte une grande fleur solitaire penchée aux tépales rose vif tachés de blanc et renversés. Son périgone se divise en 6 parties libres rapprochées à la base. 6 étamines plus courtes que le périgone, mais saillantes sont chacune surmontée d'une anthère rouge. Cette liliacée développe deux feuilles opposées au niveau de sa rosette basale, ces feuilles étant elliptiques, d'un vert glauque et maculées de taches brunes/rougeâtres (rarement blanches). Le bulbe blanc est allongé, rappelant une canine de chien et donne naissance à des caïeux (sortes de gousses).
Erythronium dens-canis développe des petites graines pourvues d'un grand élaiosome, lui permettant une dispersion exclusivement par myrmécochorie. En effet, 99 % des graines tombent à 20 cm du pied mère, ce sont ensuite les fourmis qui permettent la dissémination et l'enfouissement des graines. Ce rôle semble plus important aux abords et dans les zones boisées en particulier grâce à Formica lugubris.

## Écologie

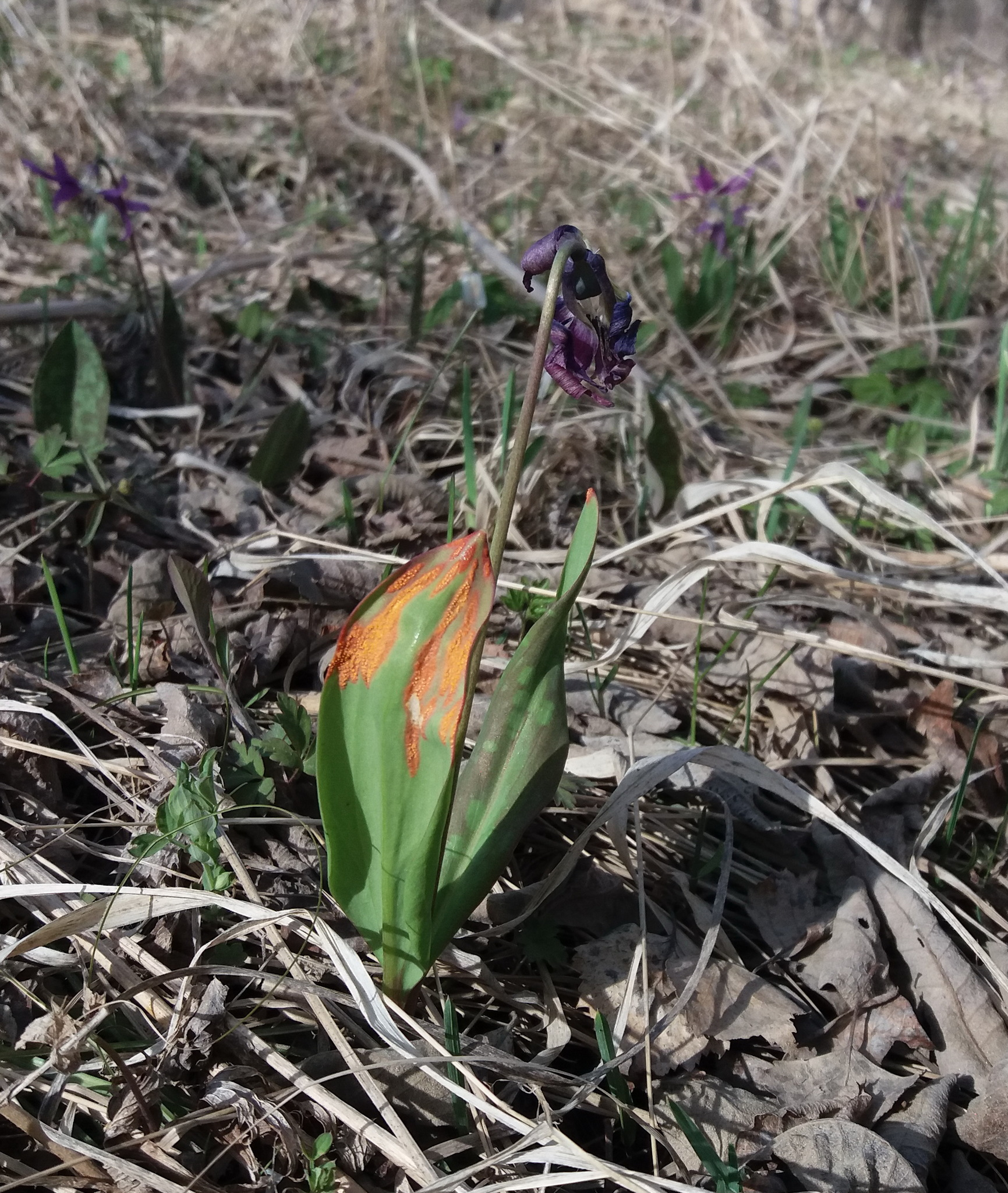
Uromyces erythronii, champignon provoquant la rouille de l'Érythrone (Altaï, Sibérie, Russie).

Erythronium dens-canis est présente dans les montagnes d'Europe occidentale et orientale. Plus précisément cet élément floristique eurasiatique est réparti dans le Sud de l’Europe et les Balkans. On le trouve au Portugal, en Espagne, en France, en Italie (vers le sud jusqu’en Toscane et dans les Marches), au pied sud de l’arc alpin jusqu’au Burgenland, dans le sud-est de la Hongrie et jusqu’au nord de la Grèce. Au nord des Alpes, il existe en République tchèque et en Slovaquie. L’érythrone dent-de-chien est très rare en Europe centrale. Par contre l’espèce est encore répandue et non menacée au pied sud des Alpes. Plus à l’est, il est remplacé au Caucase par Erythronium caucasicum, en Sibérie par Erythronium sibiricum et au Japon par Erythronium japonicum.
En France, la dent de chien est assez commune  de l'étage collinéen à l'étage sub-alpin jusqu'à 2 300 mètres. Elle est assez répandue dans les Pyrénées (jusqu'en plaine dans le Pays basque) mais plus localisée dans l'arc alpin (Massif du Jura, Préalpes de Savoie et du Dauphiné et Alpes maritimes). Dans le Massif central, elle est exclusivement présente dans la moitié Ouest, sous influence atlantique. Elle est rare en région méditerranéenne.
Préférentiellement héliophile, cette espèce peut néanmoins s'accommoder de stations en demi-ombre et ne supporte pas les gelées tardives et les températures extrêmes. Elle accepte des sols plus ou moins riches en bases et en éléments nutritifs, et assez sec à frais (sols carbonatés humiques). Elle n'est pas présente dans les sols très fertilisés. Globalement, elle préfère un pH neutre à légèrement acide (4.5 - 7.5) ; cependant, son comportement est nettement acidiphile dans les landes herbeuses et les châtaigneraies claires des Pyrénées atlantiques et du sud des Landes,,.
Erythronium dens-canis se rencontre dans les bois, les landes herbeuses et les pelouses plus ou moins boisées. Plus précisément, elle se plaît au sein des forêts caducifoliées de chênaies pédonculées et hêtraies à forte diversité (Querco - Fagetea) et les charmaies thermophiles (Carpinion betuli) mais également les boulaies et les chataîgneraies. Elle se retrouve régulièrement en situation confinée (vallons, bas de pentes, affleurements calcaires...) ainsi que dans les landes à callune et à Ajonc nain (Calluno - Ulicetea) de climat océanique tempéré,,.

## Menaces et protections
Outre les menaces classiques liées à l'arrachage par ignorance ou à des fins lucratives, ce sont essentiellement les modifications de l’exploitation forestière qui peuvent porter atteinte aux biotopes, mais selon le Centre du Réseau Suisse de Floristique, informer les communes, effectuer les travaux forestiers en automne en épargnant les populations et ne pas diviser les stations par des routes forestières seraient des mesures adéquates afin de permettre une stabilisation voire une augmentation des stations connues.
En France, Erythronium dens-canis est soumise à une protection de portées départementale dans les Landes, régionale en Franche-Comté et préfectorale. La cueillette y est règlementée en Isère.
En Suisse, elle est présente sur la Liste rouge en protection intégrale.

## Usages
La dent de chien est cultivée comme plante ornementale. Grâce aux caïeux de son bulbe, il est assez facile de la multiplier et de la cultiver.
Plusieurs cultivars furent créés tels que 'Frans Hals' aux fleurs pourpres, profondément étoilées  et aux tépales recourbés, ou 'Lilac Wonder' aux fleurs violettes et pourpres pâles ornées d'une tache basale marron chocolat, ou 'Rose Queen' aux fleurs roses et aux feuilles particulièrement tachetées, ou encore 'Snowflake' aux fleurs blanches maculées de rose.

## Synonymes
- Erythronium longifolium Mill.
- Erythronium maculosum Lam.
- Erythronium vernale Salisb.
- Erythronium maculatum DC.
- Erythronium angustatum Raf.
- Erythronium ovatifolium Poir.
- Erythronium bifidum Sweet
- Erythronium obtusiflorum Opiz
- Erythronium latifolium Schur
- Erythronium caninum Dulac
- Erythronium bulbosum St.-Lag.
- Erythronium dens-canis subsp. albiflorum Kricsf.
- Erythronium dens-canis var. niveum Baumg.